# ROSÉCOLOR
「ROSÉCOLOR」（ロゼカラー）は、中山美穂の15枚目のシングル。1989年2月21日にキングレコードからリリースされた。規格品番は、EP:K07S-10301、CDS:KIDS-98、CT:K10H-23050。

## 概要
表題曲は、このシングルで3作連続となる作詞・康珍化、作曲・CINDYによるもので、化粧品会社資生堂 '89春のキャンペーンソングとして使用されたミディアム・バラード。CMには中山自身も出演した。
作曲をしたCINDYが1991年発売のアルバム『Don't be afraid』、及び1997年発売のアルバム『Surprise』でセルフカバーをしている。
カップリング曲「YOU AND I」は、CINDYのアルバム収録曲のカバー。

## 収録曲
1. ROSÉCOLOR
作詞: 康珍化 / 作曲: CINDY / 編曲: 鳥山雄司
2. YOU AND I
作詞: CINDY / 作曲: Greg Moore / 編曲: 鳥山雄司 / Vocal: with P.J.
  - CINDYの同名楽曲（アルバム『LOVE LIFE』収録／1986年発売）のカヴァー。

## 収録アルバム
- ROSÉCOLOR
  - COLLECTION II
  - TREASURY
  - Complete SINGLES BOX
  - 少女時代〜胸キュンばっか。〜（オムニバスアルバム）
  - 中山美穂 パーフェクト・ベスト
  - 30th Anniversary THE PERFECT SINGLES BOX
  - All Time Best

- YOU AND I
  - Complete SINGLES BOX
  - 30th Anniversary THE PERFECT SINGLES BOX